# ニュートン郡 (ミズーリ州)
ニュートン郡（英: Newton County）は、アメリカ合衆国ミズーリ州の南西部に位置する郡である。2010年国勢調査での人口は58,114人であり、2000年の52,636人から10.4%増加した。郡庁所在地はネオショー市（人口11,835人）であり、同郡で人口最大の都市でもある。ニュートン郡は1838年12月15日に組織化され、郡名はアメリカ独立戦争の英雄ジョン・ニュートンに因んで名付けられた。
ニュートン郡はジョプリン大都市圏に属している。

## 地理
アメリカ合衆国国勢調査局に拠れば、郡域全面積は624.77平方マイル (1,618.1 km2)であり、このうち陸地626.42平方マイル (1,622.4 km2)、水域は0.24平方マイル (0.62 km2)で水域率は0.04%である。

### 主要高規格道路
- 州間高速道路44号線
- アメリカ国道60号線
- アメリカ国道71号線（将来の 州間高速道路49号線）
- ミズーリ州道43号線
- ミズーリ州道59号線
- ミズーリ州道86号線
- ミズーリ州道175号線

### 隣接する郡
- ジャスパー郡 - 北
- ローレンス郡 - 北東
- バリー郡 - 南東
- マクドナルド郡 - 南
- オタワ郡 (オクラホマ州) - 西
- チェロキー郡 (カンザス州) - 北西

### 水域

#### 湖
湖の総面積: 2,573エーカー (10.4 km2）
- ニュートニア湖
- サーマン湖

#### 河川
河川の総流域面積: 361エーカー (1.5 km2)、総延長: 70マイル (110 km)
| - ベイナム支流 - バッファロー・クリーク - センター・クリーク - クリア・クリーク - ドライバレー支流 | - エルムスプリング・クリーク - ファイブマイル・クリーク - ハリソン・クリーク - ヒッコリー・クリーク | - インディアン・クリーク - ショール・クリーク - ジェイコブス・クリーク - ロスト・クリーク - メイソンスプリング・クリーク | - ミドル・クリーク - ロック・クリーク - シルバー・クリーク - ウォーレン・クリーク - ウィロウ・クリーク |

### 国立保護地域
- ジョージ・ワシントン・カーバー国立保護区

## 人口動態
以下は[2000年国勢調査による人口統計データである。
| 基礎データ - 人口: 52,636人 - 世帯数: 20,140 世帯 - 家族数: 14,742 家族 - 人口密度: 33.75人/km2（84人/mi2） - 住居数: 21,897軒 - 住居密度: 14軒/km2（35軒/mi2） 人種別人口構成 - 白人: 93.26% - アフリカン・アメリカン: 0.59% - ネイティブ・アメリカン: 2.23% - アジア人: 0.32% - 太平洋諸島系: 0.28% - その他の人種: 1.12% - 混血: 2.20% - ヒスパニック・ラテン系: 2.18% 年齢別人口構成 - 18歳未満: 26.3% - 18-24歳: 8.7% - 25-44歳: 27.1% - 45-64歳: 23.8% - 65歳以上: 14.0% - 年齢の中央値: 37歳 - 性比（女性100人あたり男性の人口） - 総人口: 95.6 - 18歳以上: 92.3 | 世帯と家族（対世帯数） - 18歳未満の子供がいる: 33.1% - 結婚・同居している夫婦: 60.5% - 未婚・離婚・死別女性が世帯主: 8.8% - 非家族世帯: 26.8% - 単身世帯: 22.7% - 65歳以上の老人1人暮らし: 9.7% - 平均構成人数 - 世帯: 2.57人 - 家族: 3.00人 収入と家計 - 収入の中央値 - 世帯: 35,041米ドル - 家族: 40,616米ドル - 性別 - 男性: 30,057米ドル - 女性: 21,380米ドル - 人口1人あたり収入: 17,502米ドル - 貧困線以下 - 対人口: 11.6% - 対家族数: 8.1% - 18歳未満: 14.2% - 65歳以上: 9.5% |

## 都市と町

### 都市
| - ネオショー - 郡庁所在地 - ダイアモンド - フェアビュー | - グランビー - セネカ - ジョプリン（ジャスパー郡に半分以上がある） |

### 村
| - クリフビレッジ - デニスエーカーズ - グランドフォールズプラザ - リーウッド - ロマリンダ | - ニュートニア - レディングスミル - リッチー - サギノー - ショールクリークドライブ | - ショールクリークエステイツ - シルバークリーク - スタークシティ - ステラ - ウェントワース |

### その他の町
| - ホーネット - モナークスプリングス | - ラシーン - スプリングシティ | - ティプトンフォード - ワンダ |

### 郡区
括弧内数字は郡区の人口を示す。
| - ネオショ（18,039） - ショールクリーク（12,829） - グランビー（4,595） - ファイブマイル（4,073） - マリオン（3,787） - セネカ（3,474） - ウェストベントン（2,547） | - バッファロー（2,149） - フランクリン（1,795） - デイトン（1,605） - ヴァンビューレン（1,374） - ニュートニア（788） - ベントン（681） - バーウィック（378） |

## 教育
郡内の高等教育機関として、ネオショ市に2年制のジュニア・カレッジであるクロウダー・カレッジがある。

## 政治

### 地方
ニュートン郡の地方レベルでは共和党が完全に政治を支配しており、郡の選挙で選ばれる役職を独占している。